# Telmo Pinto
Telmo Alberto Sousa Pinto dit Telmo Pinto est un joueur international portugais de rink hockey né le 23 janvier 1993. Il évolue depuis 2015 au sein du FC Porto.

## Palmarès

### En sélection nationale
Portugal
- Championnat du monde (1)
  - Vainqueur : 2019

- Championnat d'Europe  (1)
  - Vainqueur : 2016

- Coupe des nations (2)
  - Vainqueur : 2015 et 2019

- Golden CAT (1)
  - Vainqueur : 2023

- Coupe latine (1)
  - Vainqueur : 2014

- Championnat d'Europe des moins de 19 ans (2)
  - Vainqueur : 2010 et 2012

- Championnat d'Europe des moins de 17 ans (2)
  - Vainqueur : 2008 et 2009

### En club
| - Intercontinentale Cup (1) - Vainqueur : 2021 - WSE Continental Cup (1) - Vainqueur : 2023 - WSE Champions League (1) - Vainqueur : 2023 - Championnat du Portugal (4) - Champion : 2017, 2019, 2022 et 2024 - Coupe du Portugal (4) - Vainqueur : 2016, 2017, 2018 et 2022 - Supercoupe du Portugal (3) - Vainqueur : 2016, 2017 et 2018 - Elite Cup (1) - Vainqueur : 2022 - Championnat du Portugal des moins de 20 ans (1) - Champion : 2011 - Championnat du Portugal des moins de 17 ans (1) - Champion : 2009 - Championnat du Portugal des moins de 15 ans (1) - Champion : 2007 | - Championnat du Portugal (1) - Champion : 2014 - Supercoupe du Portugal (1) - Vainqueur : 2014 - WSE Champions League (1) - Vainqueur : 2021 - WSE Continental Cup (1) - Vainqueur : 2019 - Championnat du Portugal (1) - Champion : 2021 |